# 萊特尼察

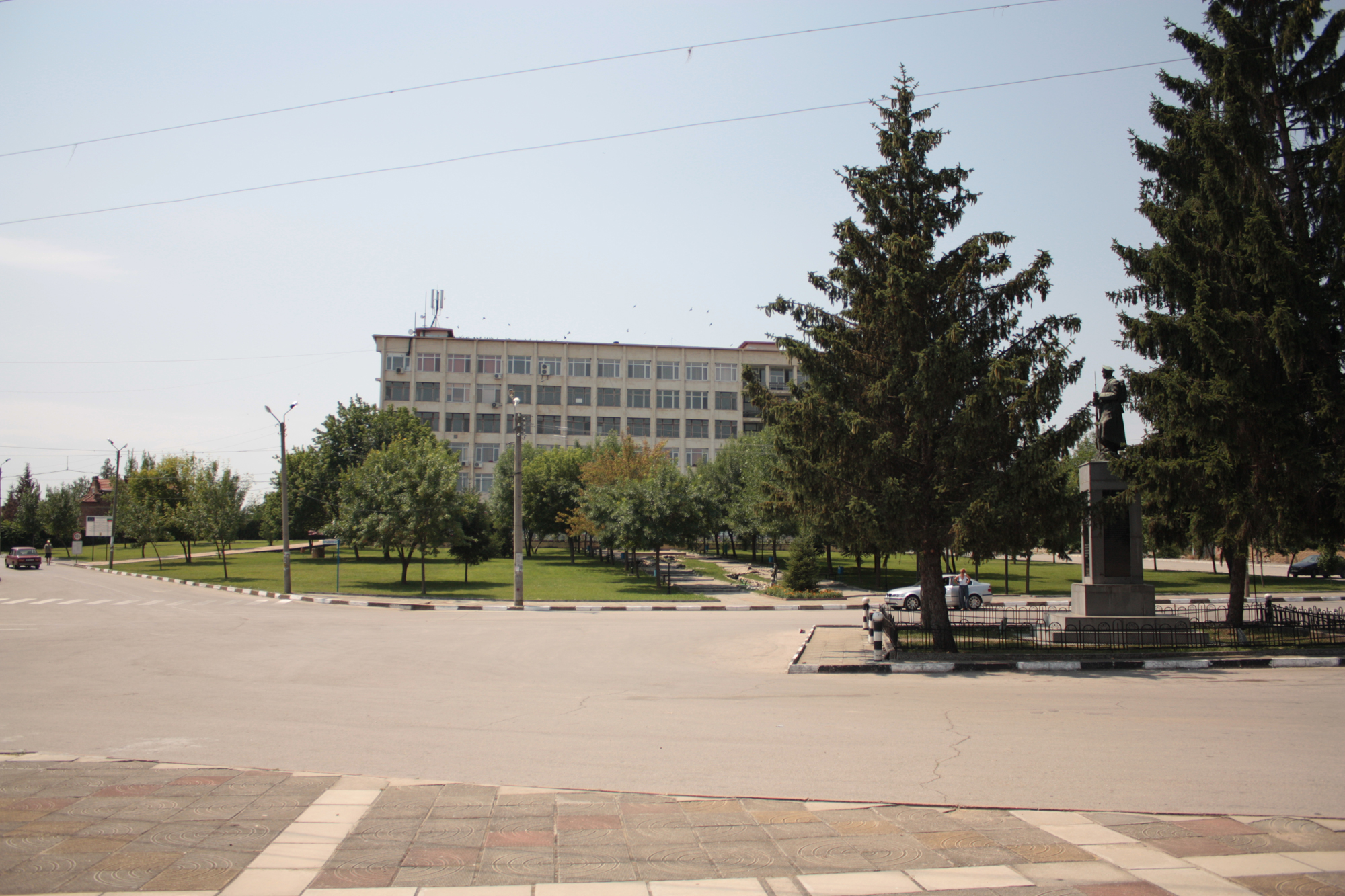
莱特尼察中心广场

萊特尼察是保加利亞的城鎮，位於該國中北部，距離首府洛維奇35公里，由洛維奇州負責管轄，面積68.52平方公里，海拔高度82米，2010年人口3,812，居民主要信奉東正教。
42°26′N 25°39′E / 42.433°N 25.650°E